# Ericht (Loch Rannoch)
River Ericht ist ein Fluss im schottischen Hochland. Er liegt in der Council Area Perth and Kinross.
Der Ursprung des Flusses ist Loch Ericht. Der Fluss verlässt den See an dessen südlicher Staumauer und fließt anschließend circa 6,4 Kilometer nach Süden. Bei Bridge of Ericht mündet er in Loch Rannoch.
Der Fluss ist Teil des Tummel Hydro-Electric Power Scheme. Das meiste Wasser wird dem Fluss schon an der Loch-Ericht-Staumauer entnommen und fließt durch Rohrleitungen zu einem am Nordufer von Loch Rannoch gelegenen Wasserkraftwerk, von wo aus das Wasser ebenfalls in Loch Rannoch eingeleitet wird. Dementsprechend führt das eigentliche Flussbett die meiste Zeit nur extrem geringe Wassermengen.